# توماس کریک
توماس کریک (انگلیسی: Thomas Carrique؛ زادهٔ ۲۶ فوریهٔ ۱۹۹۹) بازیکن فوتبال اهل فرانسه است.
از باشگاه‌هایی که در آن بازی کرده‌است می‌توان به باشگاه فوتبال بوردو اشاره کرد.